# Shirley Nekhubui
Shirley Nekhubui (* 31. Juli 2000) ist eine südafrikanische Leichtathletin, die sich auf den Sprint spezialisiert hat. 2024 wurde sie in Douala Afrikameisterin in der Mixed-Staffel über 4-mal 400 Meter.

## Sportliche Laufbahn
Erste internationale Erfahrungen sammelte Shirley Nekhubui im Jahr 2022, als sie bei den Afrikameisterschaften in Port Louis in 23,72 s den siebten Platz im 200-Meter-Lauf belegte und mit der südafrikanischen Mixed-Staffel über 4-mal 400 Meter mit 3:23,06 min auf Rang vier gelangte. Mitt Juli schied sie bei den Weltmeisterschaften in Eugene mit 23,46 s in der ersten Runde über 200 Meter aus und anschließend belegte sie bei den Commonwealth Games in Birmingham mit der 4-mal-400-Meter-Staffel in 3:30,25 min den vierten Platz. 2024 belegte sie bei den Afrikaspielen in Accra in 3:18,54 min den vierten Platz in der Mixed-Staffel und gelangte mit 23,93 s auf Rang sieben über 200 Meter. Im Mai verpasste sie bei den World Athletics Relays auf den Bahamas in 3:16,39 min eine Direktqualifikation in der Mixed-Staffel für die Olympischen Spiele in Paris. Anschließend belegte sie bei den Afrikameisterschaften in Douala in 23,44 s den fünften Platz über 200 Meter und gelangte mit 52,10 s auf Rang vier über 400 Meter. Zudem siegte sie in der Mixed-Staffel in 3:13,12 min gemeinsam mit Gardeo Isaacs, Mthi Mthimkulu und Miranda Coetzee und stellte damit einen neuen Landesrekord auf.
2024 wurde Nekhubui südafrikanische Meisterin im 200- und 400-Meter-Lauf.

## Persönliche Bestleistungen
- 100 Meter: 11,38 s (−0,4 m/s), 18. Mai 2024 in Pretoria
- 200 Meter: 22,84 s (+0,3 m/s), 15. Juni 2024 in Pretoria
- 400 Meter: 51,52 s, 18. Mai 2024 in Pretoria